# Hallvard Bakke
 Der er for få eller ingen kildehenvisninger i denne artikel, hvilket er et problem. Du kan hjælpe ved at angive troværdige kilder til de påstande, som fremføres i artiklen.

Hallvard Bakke (født 4. februar 1943 i Flesberg i Buskerud, død 30. juni 2024) var en norsk økonom, journalist og politiker for Arbeiderpartiet. Han var bestyrelsesformand for NRK og minister.

## Stortingsrepræsentant
Hallvard Bakke var fra 1977 til 1997 fast medlem af Stortinget. Han havde dog orlov, mens han var minister (i 1976–1979 og i 1986–1989). Han var suppleant (vararepresentant) til Stortinget i 1969–1977. Bakke var valgt for Arbeiderpartiet i Hordaland-kredsen.

## Handels- og kulturminister
Hallvard Bakke var handels- og søfartsminister i Regeringen Odvar Nordli fra 15. januar 1976 til 8. oktober 1979.
Han var kultur- og videnskabsminister i Regeringen Gro Harlem Brundtland II fra 9. maj 1986 til 16. oktober 1989.

## Bestyrelsesformand for Norges Radio
Hallvard Bakke var bestyrelsesformand (styreleder i NRK) for NRK (Norsk rikskringkasting) fra 2006 til 2009. 

## Leder af Socialdemokrater mod EU
I 1993 blev Sosialdemokrater mot EU (SME) dannet. Hallvard Bakke var formand for SME. Efter at et flertal af de norske vælgere 22. november 1994 havde stemt nej til norsk medlemskab af EU, blev SME i 1995 opløst. 